# Hemisosibia incerta
Hemisosibia incerta är en insektsart som beskrevs av Ludwig Redtenbacher 1908. Hemisosibia incerta ingår i släktet Hemisosibia och familjen Diapheromeridae. Inga underarter finns listade i Catalogue of Life.